# 아노락 (속어)
아노락(Anorak, /ˈænəræk/)은 특정 틈새 분야에 대해 매우 강하고 어쩌면 강박적인 관심을 가진 사람을 지칭하는 영국 속어이다. 이러한 관심은 일반 대중에게 잘 알려지지 않거나 이해되지 않을 수 있다. 이 용어는 때때로 "긱" 또는 "너드", 또는 일본어 용어 "오타쿠"와 동의어로 사용되지만, 지칭하는 틈새 분야는 다르다.

## 어원
강박적인 팬을 묘사하는 데 이 용어가 처음 사용된 것은 앤디 아처(Andy Archer) 라디오 진행자에게서 비롯된 것으로 알려져 있는데, 그는 1970년대 초 해적 라디오 팬들을 지칭하는 데 이 용어를 사용했다. 이들은 라디오 선박을 방문하기 위해 배를 빌려 바다로 나가곤 했다.
1983년, 해적 라디오 방송 뉴스를 담은 '아노락스 UK 주간 보고서' 초판이 발행되었다.
1984년 옵저버 신문은 이 용어를 상세한 잡다한 지식에 관심이 있는 원형적인 집단인 기차 스포터에 대한 환유로 사용했는데, 이 집단의 구성원들은 몇 시간 동안 역 플랫폼이나 철로를 따라 서서 지나가는 기차의 세부 사항을 기록할 때 종종 유행에 뒤떨어지지만 따뜻한 카굴 또는 "아노락"이라고 불리는 파카를 입었기 때문이다.